# Echiasterina
Sous-tribu
Les Echiasterina sont une sous-tribu de coléoptères de la famille des Staphylinidae, de la sous-famille des Paederinae et de la tribu des Lathrobiini.

## Genres
Amrishronetus - 
Cephalochetus - 
Echiaster - 
Haplonazeris - 
Malena - 
Myrmecosaurus - 
Ophryomedon - 
Pseudastenus - 
Ronetus - 
Santiagonius - 
Sclerochiton - 
Sphaeronum - 
Termitosaurus - 
Zonaster